# رینگ‌بان برلین
رینگ‌بان برلین (آلمانی: Berlin Ringbahn) نام یک خط ترابری ریلی ۳۷.۵ کیلومتری در قطار شهری برلین است که به شکل دایروی دور شهر می‌چرخد. در قطار شهری به شکل دو خط نمایش داده می‌شود: S41 که ساعتگرد می‌چرخد و S42 که پادساعتگرد می‌چرخد و ۴۰۰٬۰۰۰ مسافر هر روز جابجا می‌کند. به خاطر شکلش به آن «سر سگ» (آلمانی: Hundekopf) نیز گفته می‌شود.